# Episodi di Little Demon
La prima stagione della serie animata di Little Demon è stata trasmessa negli Stati Uniti su FXX dal 25 agosto 2022.
In Italia la stagione è stata interamente pubblicata il 18 gennaio 2023 su Disney+.
| nº | Titolo originale                  | Titolo italiano                                  | Pubblicazione USA | Pubblicazione Italia |
| -- | --------------------------------- | ------------------------------------------------ | ----------------- | -------------------- |
| 1  | First Blood                       | Primo sangue                                     | 25 agosto 2022    | 18 gennaio 2023      |
| 2  | Possession Obsession              | Ossessione di possessione                        | 25 agosto 2022    | 18 gennaio 2023      |
| 3  | Everybody's Dying for the Weekend | Muoiono tutti della voglia che arrivi il weekend | 1 settembre 2022  | 18 gennaio 2023      |
| 4  | Popularity: Origin of Evil        | Popolarità: l'origine del male                   | 8 settembre 2022  | 18 gennaio 2023      |
| 5  | Night of the Leeches              | La notte delle sanguisughe                       | 15 settembre 2022 | 18 gennaio 2023      |
| 6  | The Antichrist's Monster          | Il mostro dell'Anticristo                        | 22 settembre 2022 | 18 gennaio 2023      |
| 7  | Satan's Lot                       | Il gruppo di Satana                              | 29 settembre 2022 | 18 gennaio 2023      |
| 8  | Domestic Disturbance VIII         | Lite domestica VIII                              | 6 ottobre 2022    | 18 gennaio 2023      |
| 9  | Wet Bodies                        | Corpi bagnati                                    | 13 ottobre 2022   | 18 gennaio 2023      |
| 10 | Village of the Found              | Il villaggio dei ritrovati                       | 20 ottobre 2022   | 18 gennaio 2023      |